# Префектура Оїта
Префекту́ра О́йта (яп. 大分県, おおいたけん, МФА: [oːi̯ta keɴ]?) — префектура в Японії, в регіоні Кюсю.  Розташована в східній частині острова Кюшю, на узбережжі Внутрішнього Японського моря. Адміністративний центр префектури — Ойта. Межує з префектурами Міядзакі, Кумамото, Фукуока, а також Айті та Ямаґуті. Заснована 1871 року на основі провінції Бунґо і частини провінції Будзен. Площа становить 6339,71 км². Станом на 1 серпня 2011 року в префектурі мешкало 1 191 485 осіб. Густота населення складала 188 осіб/км².  На території префектури розташовані численні гарячі ванни на термальних водах. 

## Історія
14 листопада 1871 року (за японським літочисленням — 4 року Мейдзі) вісім старих префектур провінції Бунґо Кіцукі, Хідзі, Фунай, Усукі, Хіта, Морі, Ока та Саїкі об'єднані в одну префектуру Ойта.

## Міста
- Беппу
- Бунґо-Оно
- Бунґо-Такада
- Кіцукі
- Кунісакі
- Накацу
- Ойта
- Саїкі
- Такета
- Уса
- Усукі
- Хіта
- Цукумі
- Юфу

## Транспорт
- Аеропорт Ойта (Кунісакі)